# كيم سميث
كيم سميث (بالإنجليزية: Kim Smith)‏ (و. 1983 – م) هي ممثلة، وعارضة، من الولايات المتحدة الأمريكية، ولدت في أوديسا.

## وصلات خارجية
- كيم سميث على موقع IMDb (الإنجليزية)
- كيم سميث على موقع ألو سيني (الفرنسية)
- كيم سميث على موقع ميوزك برينز (الإنجليزية)
- كيم سميث على موقع أول موفي (الإنجليزية)
- كيم سميث على موقع قاعدة بيانات الأفلام السويدية (السويدية)
- كيم سميث على موقع قاعدة بيانات الفيلم (الإنجليزية)
- كيم سميث على موقع كينوبويسك (الروسية)
- كيم سميث على موقع دليل عارضات الأزياء (الإنجليزية)